# Tylkowy Żleb

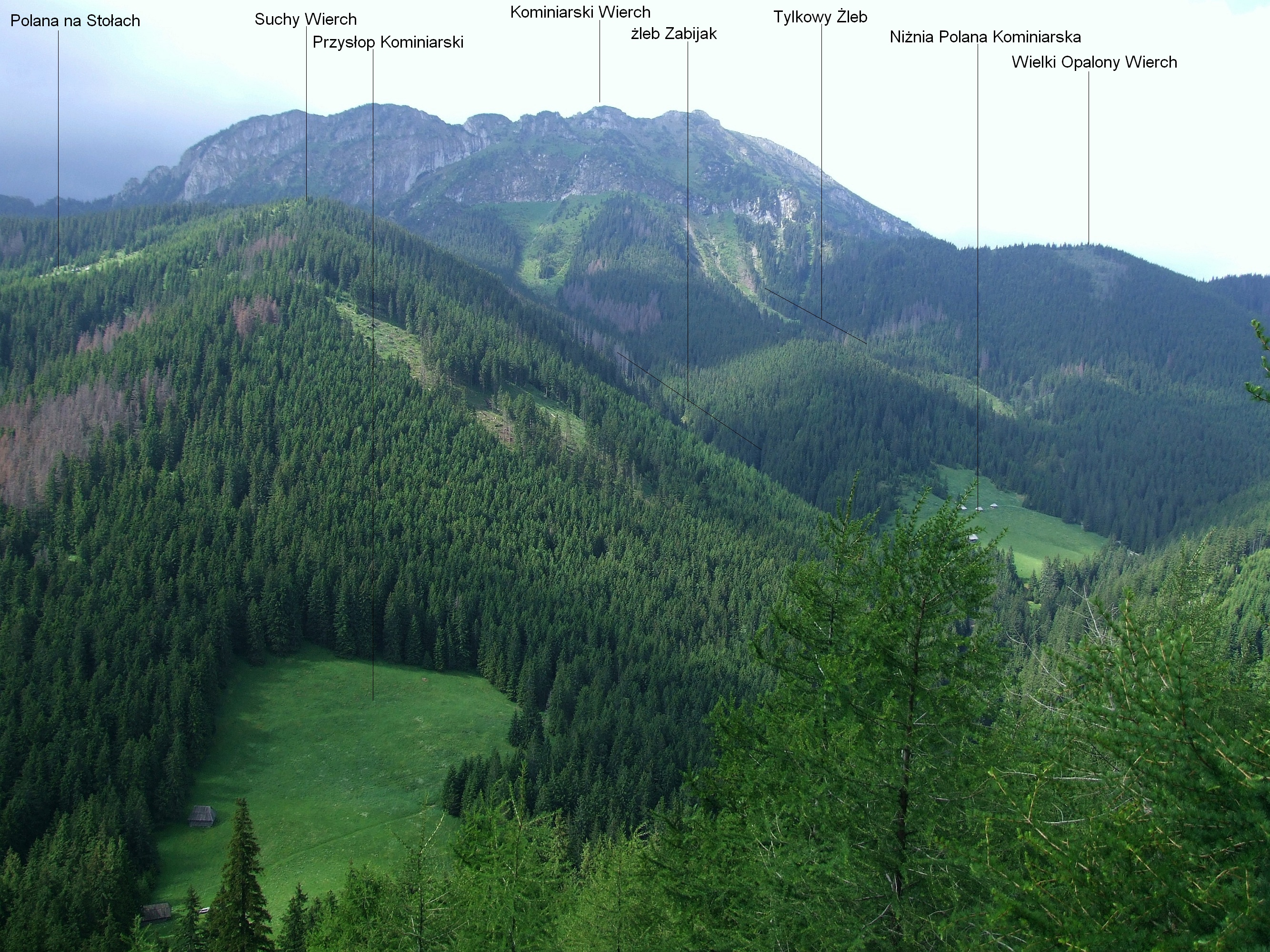
Widok z Zadniej Kopki

Tylkowy Żleb – żleb w Dolinie Lejowej w polskich Tatrach Zachodnich. Jest górną odnogą tej doliny. Nazwa pochodzi od dawnej Hali Kominy Tylkowe, tej zaś od nazwiska jej dawnego właściciela (Tylka).
Tylkowy Żleb opada z zachodniej części Tylkowiańskich Spadów na Kominiarskim Wierchu w kierunku północnym z odchyleniem na wschód. Jego orograficznie prawe zbocza tworzy północny grzbiet Kominiarskiego Wierchu (Kufa) oraz stoki Wierchu Świerkule i Wielkiego Opalonego Wierchu. Zbocza lewe tworzy opadająca z Tylkowiańskich Spadów grzęda oddzielająca go od sąsiedniego żlebu Zabijak. W dolnej części tej grzędy jest rozszerzenie, na którym znajduje się Niżnia Polana Kominiarska. Jej zachodni skraj dochodzi do Tylkowego Żlebu.
Tylkowy Żleb ma długość około 1100 m i kończy się pod Diablińcem, w dolinie Lejowego Potoku. Jego dolną częścią spływa niewielki potok uchodzący do Lejowego Potoku. Zbocza Tylkowego Żlebu są w większości porośnięte lasem, jednak istnieją na nich jeszcze niewielkie trawiaste tereny. W środkowej części jest trawiasta Kominiarska Rówień, która po zaprzestaniu wypasu stopniowo zarasta lasem. Powyżej górnego końca Tylkowego Żlebu i w jego górnych zboczach znajduje się wiele jaskiń, m.in. są to: Szczelina pod Kufą, Schron Wschodni pod Kufą, Szemrzący Schron. Górną częścią Tylkowego Żlebu schodzą lawiny.
Dolną część Tylkowego Żlebu przecina szlak turystyczny – fragment Ścieżki nad Reglami. Samym żlebem nie prowadzi żaden szlak turystyczny, jest jednak ścieżka wykorzystywana czasami przez grotołazów penetrujących jaskinie Kominiarskiego Wierchu, ratowników TOPR czy pracowników parku.

## Szlaki turystyczne
Dolina Kościeliska – Przysłop Kominiarski – Niżnia Polana Kominiarska – Kominiarska Przełęcz – Dolina Chochołowska. Czas przejścia: 2:10 h, ↓ 2:10 h.